# Azbestová textilní vlákna
Azbestová textilní vlákna (mezinárodní zkratka AS) jsou spřadatelná vlákna z (modrého) amfibolu nebo (bílého) serpentinu.

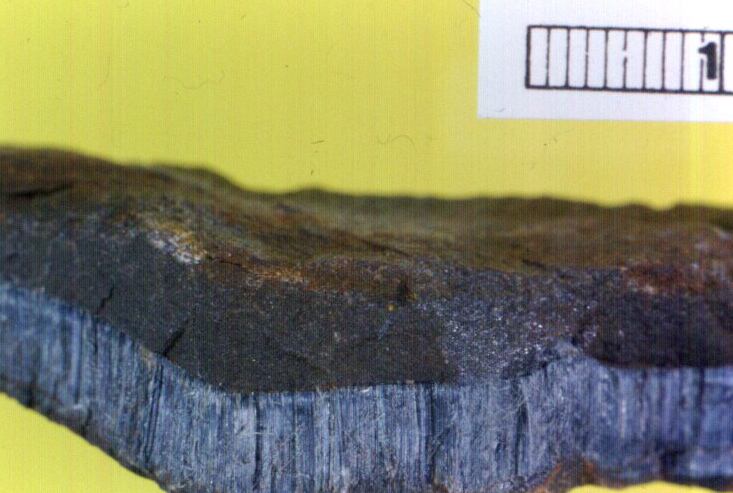
Modrý azbest (v západní Austrálii)

## Příprava azbestových vláken
Často používaný způsob odlučování vláken od horniny:
Kousky rudy se drtí a vysušují, ruda padá na vibrující síto s velmi jemnými otvory. Uvolněná vlákna směřují k povrchu úlomků horniny, odkud jsou odsávána do odstředivky a do sady filtrů, kde se zbavují zbytků horniny a prachu a shromažďují. Úlomky horniny se pak přivádí k další pasáži drcení, odsávání a čištění, popsaná procedura se opakuje 3-4 x. Azbestová vlákna z první pasáže jsou nejdelší, z poslední pasáže se získávají vlákna s délkou až pod 3 mm.
Průměrný podíl spřadatelného vlákenného materiálu (délka nad cca 10 mm) na surovém azbestu se uvádí s 5-10 %.

## Vlastnosti

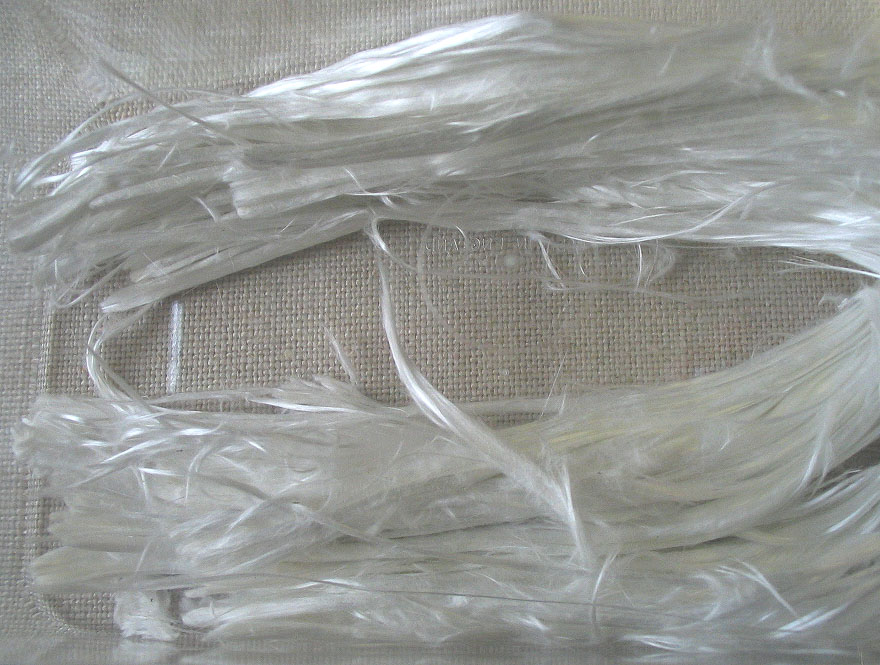
Azbestová textilní vlákna

Amfibolový azbest (česky také zvaný osinek) se taví při teplotách kolem 1150 °C, serpentin při 1550 (trvalé zatížení jen do 600 °C). Vlákna mají tvar trubičky s vnějším průměrem 20-30 nm (tisíckrát jemnější než ovčí vlna), specifickou hmotnost (u bílého azbestu) 2,2-2,6 g/cm³. Vlákna v hornině (před rozdrcením) mohou být až 3 metry dlouhá, ke spřádání se používají délky mezi 10 a 40 mm. K dalším důležitým vlastnostem patří např. odolnost proti louhům (nízká odolnost proti kyselinám), nízké náklady na získání surového azbestu a snadné zpracování na textilní výrobky.

## Zpracování vláken a použití azbestových textilií
Technologie výroby příze je velmi podobná způsobu spřádání mykané vlny. Azbestová vlákna se často mísí s bavlnou a spřádají do jemnosti cca 80 tex. Z příze se vyrábí nejčastěji tkaniny, známé je však i zpracování na kotonových pletacích, paličkovacích a splétacích strojích.
Azbestové textilie se používají na ohnivzdorné oděvy, brzdová obložení, filtry, elektroizolace aj.

## Z historie použití azbestu
První nádoby z azbestu jsou známé ze 4000 let starých nálezů (Finsko). Průmyslové zpracování azbestu začalo v roce 1860 (spřádání a tkaní azbestu bylo v Indii údajně známé už v roce 1724).
V roce 1980 dosáhla světová produkce azbestu 4,8 milionů tun. V té době byla už všeobecně známa zdravotní závadnost azbestu, do roku 2016 se proto snížila produkce na cca 2 miliony tun (což odpovídá zhruba 150 000 tun  vláken) a v roce 2021 na 1,2 miliony tun, z toho 58 % Rusko a 21 % Kazachstán.  Cena za tunu surových vláken obnášela (v roce 2011) 1230 USD.
Textilní zpracování azbestu v EU zcela zaniklo. V 21. století pocházejí nabídky přízí, šňůr a tkanin z azbestu jen z Asie, z Ruska a z Ukrajiny.

## Škodlivost azbestu
Začátkem 20. století bylo poprvé zaznamenáno nebezpečí azbestových vláken pro lidský organizmus. Po mnoha pokusech se zvířaty a vyhodnocování statistik úmrtnosti byla ve 30. letech rakovina plic ve spojení s azbestozou uznána jako nemoc z povolání, 80. letech bylo v některých západoevropských státech zpracování azbestu zakázáno a od roku 2005 platí zákaz pro všechny státy Evropské unie.

## Náhrada azbestu
Azbest se s úspěchem nahrazuje u téměř všech výrobků speciálně vyvinutými chemickými vlákny.
Například: p-aramidy (Kevlar, Tvaron), polyamidy (Kermel, P84), polytetrafluoretylen (Teflon, Polyflon), uhlíková vlákna (Celion, Sigrafil, Tenax).